# 聖ゲオルク教会 (ネルトリンゲン)
聖ゲオルク教会（せいゲオルクきょうかい、独: St. Georgskirche）は、ドイツ・ネルトリンゲンにある教区教会である。単に聖ゲオルク（独: St. Georg）ともいう。三毛猫で市職員のヴェンデルシュタインがいることでも知られる。

## 概要
福音派のルーテル教会である。1427年から1505年にかけて建設された。1519年、現在にみられる後期ゴシック建築が完成された。教会堂の全長は 93.5 メートルであり、身廊の高さは 19 メートルである。隕石が衝突した際に、高温によって黒色になった石片が建築に用いられている。

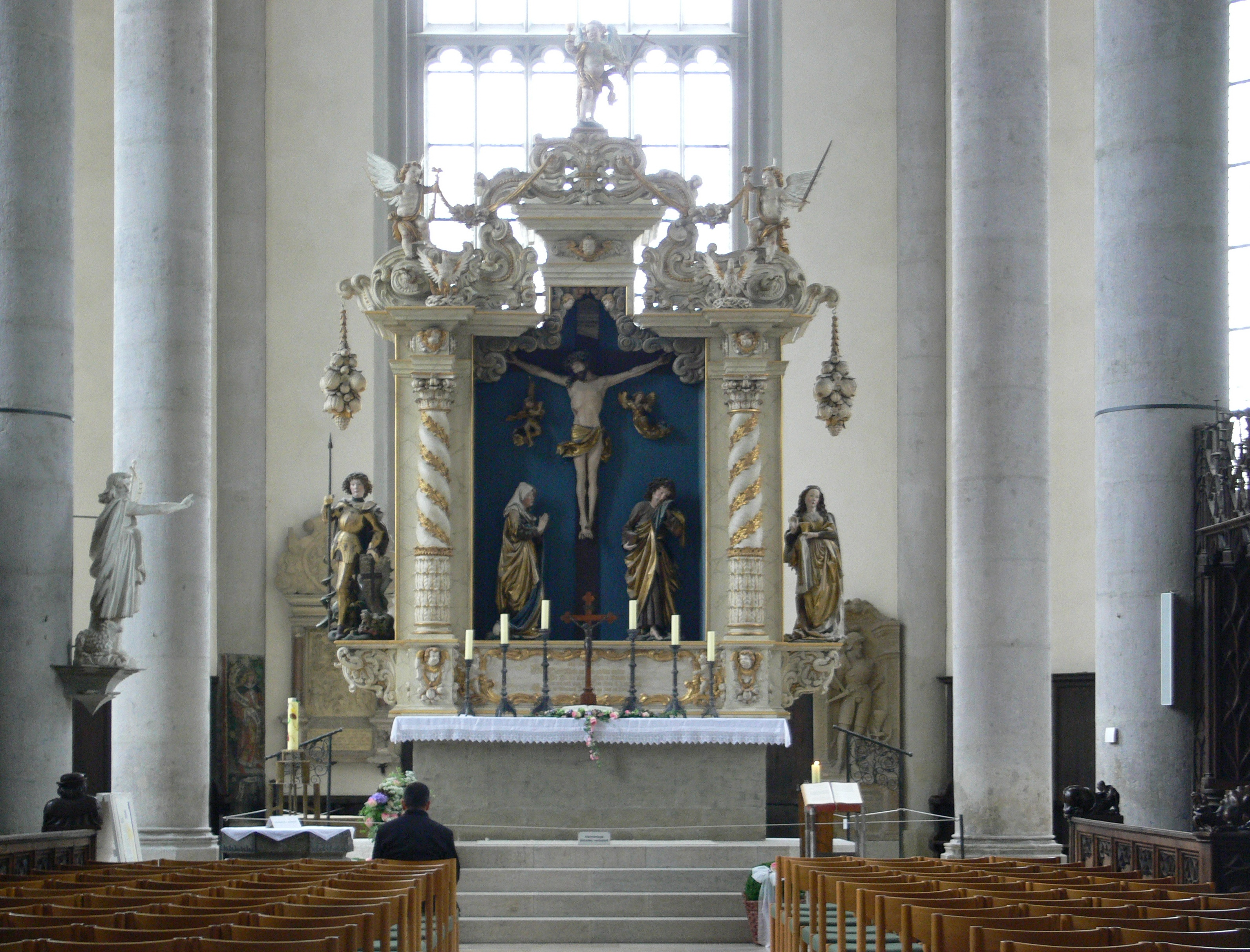
主祭壇

主祭壇の磔刑像は、彫刻家のニコラウス・ゲアヘルト (de:Nikolaus Gerhaert) が製作した。89.9 メートルの高さをもつ塔は、1454年から1490年にかけて建設された鐘楼であり、ダニエル (Daniel) という愛称がつけられている。350 段の階段を上ったところに、塔の展望台が設けられている。
建築には、ニコラウス・エーゼラー (de:Nikolaus Eseler der Ältere) やハンス・クーン (Hans Kun) 、ハンス・フェルバー (Hans Felber) やコンラート・ハインツェルマン (Konrad Heinzelmann) の他に、コンラート・ロリッツアー (de:Konrad Roritzer) やヴィルヘルム・クレグリンガー (Wilhelm Kreglinger) などの建築家が携わっている。画家のフリードリヒ・ヘルリーン (en:Friedrich Herlin) は、当教会や市内の教会のために多数の祭壇画を製作している。

## 周辺

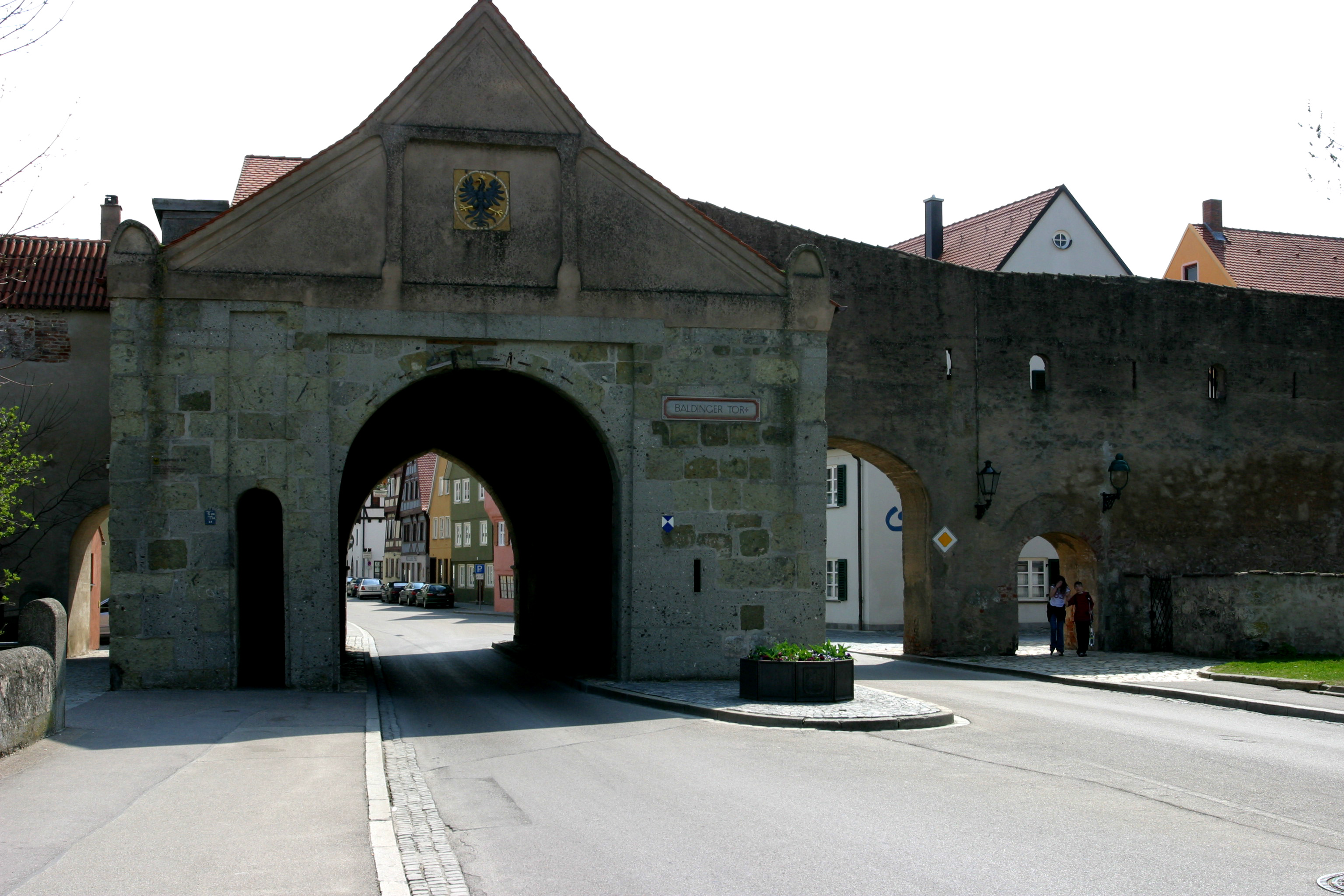
バルディンガー門

北西へ 500 メートルほど行ったところには、バルディンガー門 (Baldinger Tor) があり、南西へ 350 メートルほど行ったところには、ベルガー門 (Berger Tor) があり、南東へ 300 メートルほど行ったところには、ライムリンガー門 (Reimlinger Tor) がある。東へ 500 メートルほど行ったところには、ダイニンガー門 (Deininger Tor) があり、北東へ 550 メートルほど行ったところには、レプジンガー門 (Löpsinger Tor) がある。北へ 450 メートルほど行ったところには、リースクレーター博物館 (en:Rieskrater Museum) がある。